# Junkers Jumo 004

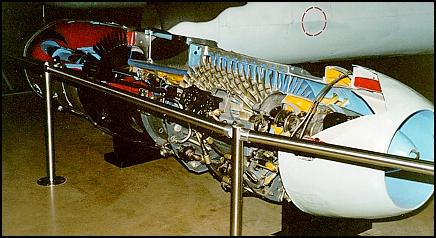
Разрезной макет двигателя Jumo 004, Национальный музей ВВС США, Wright-Patterson AFB, Огайо.

Jumo-004— (Jumo 109—004) первый в мире серийный газотурбинный двигатель.
Конструкторы двигателя — Ансельм Франц и Отто Мадер из моторного отдела фирмы «Юнкерс», (Junkers Motorenbau) сокращённо «Jumo». Министерство авиации, RLM, являвшееся инициатором разработки газотурбинных и ракетных двигателей, проходившей в обстановке строгой секретности, присваивало им префиксный индекс «109». Соответственно двигатель фирмы BMW получил обозначение 109—003, а двигатель фирмы «Юнкерс» обозначение 109—004.
Двигатель Jumo-004 не планировалось устанавливать на новый реактивный перехватчик (самолёт конструировался как перехватчик) «Мессершмитт» Ме-262, перехватчик проектировался под ТРД BMW P 3302 (BMW-003), но двигатель БМВ не удалось довести до заданных характеристик в необходимые сроки и новый реактивный самолёт было решено снабжать уже доведёнными до серийного производства ТРД Jumo-004.

## Модификации

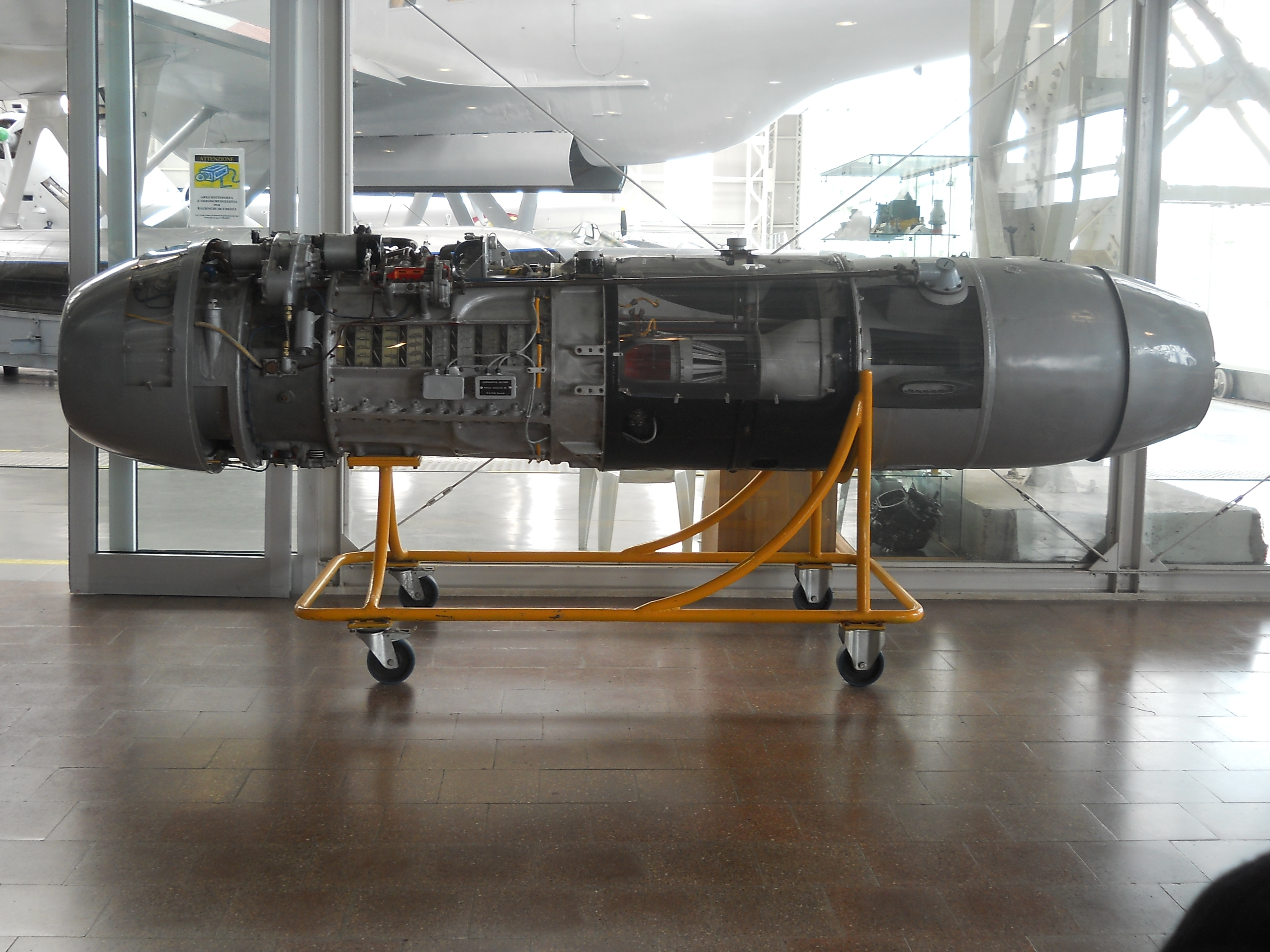
Двигатель Jumo 004, выставленный в Музее итальянских ВВС.

Существовало значительное количество модификаций двигателя, различавшихся по техническим характеристикам, комплектации, установкой дополнительного оборудования. Часть модификаций устанавливалась на серийные самолёты, а часть проходила испытания.
Первый двигатель носил индекс Jumo-004A. Цель при разработке Jumo-004A состояла получении работоспособного двигателя в кратчайшие сроки, не принимая во внимание массу двигателя, производственные соображения, или использование дефицитных (стратегических) материалов. Хотя А. Франц был знаком с центробежным компрессором по его прежним работам с турбонагнетателями, тем не менее, он выбрал схему осевого компрессора, поскольку был убеждён, что лобовое сечение имеет принципиальное значение, и, что выигрыш по эффективности может быть получен лишь при осевой схеме.
Прототип двигателя Jumo-004A испытан в октябре 1940 года без соплового устройства.
Тем не менее Jumo-004A не мог быть запущен в массовое производство, как из-за его массы (850 кг), превышавшей расчётные нормативы, так и по причине широкого использования в его конструкции сплавов, содержащих дефицитные никель и молибден. Ансельм Франц осознавал, что для уменьшения использования остро дефицитных (в Германии) материалов двигатель должен был быть переконструирован. Конструктивно модификация двигателя 004B была доработана так, что содержала минимум таких материалов.
Двигатели Jumo-004B — серийные, строились большой серией. Jumo-004B-1 а затем и Jumo-В-2 и Jumo-В-3 оснащался пусковым двухтактным бензиновым стартером «Riedel».
Jumo-004E — второй тип двигателя (после испытанного ещё в 1944 году в Великобритании на Gloster Meteor I двигателя Power Jets W.2/700), который оснащён форсажной камерой (трубой дожигания). Изготовлен в 1945 году, применялся после войны в СССР под обозначением РД-10ЮФ.

## Основные технические характеристики
- Тяга на взлетном режиме, кгс

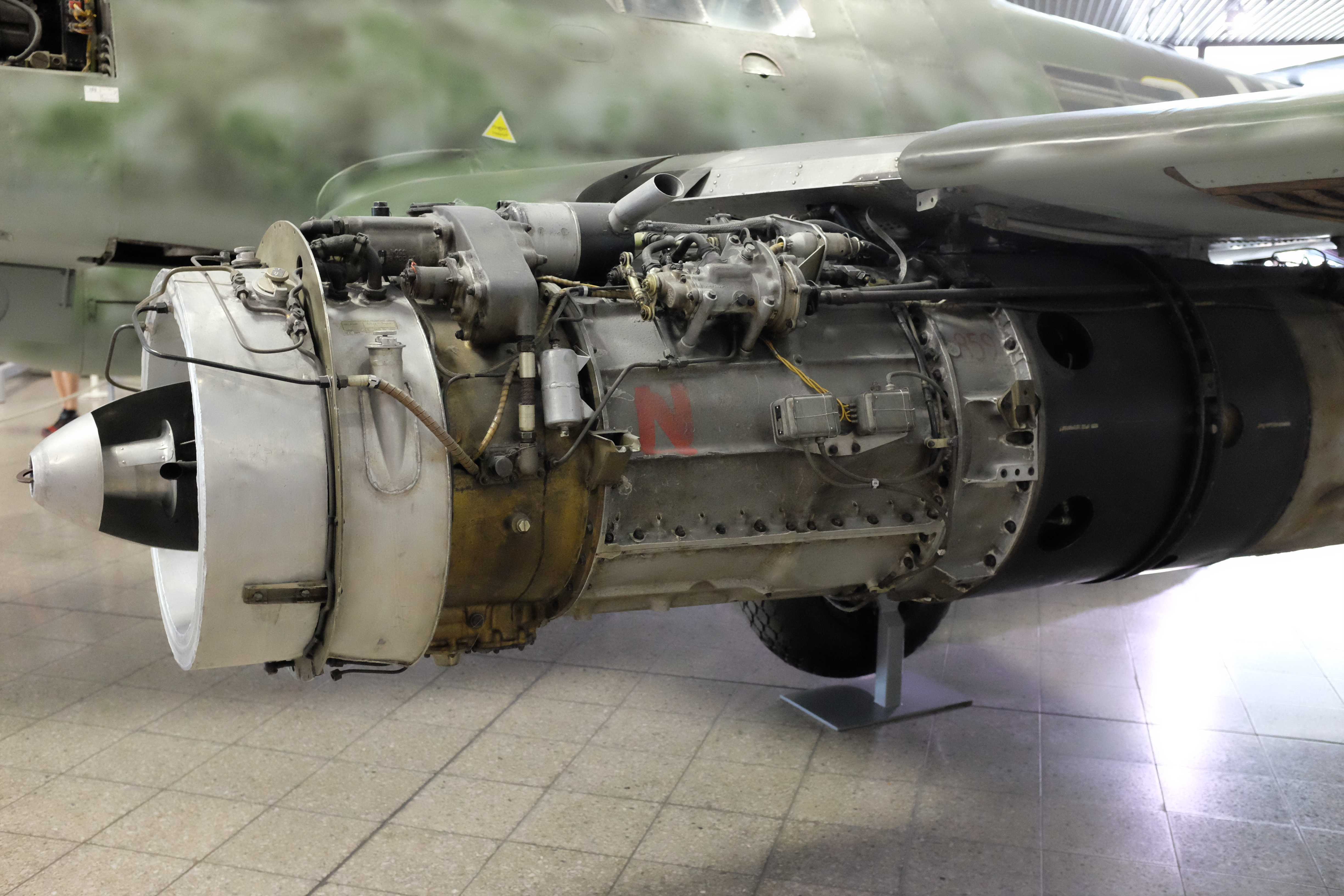
Двигатель Jumo-004 со снятым кожухом под крылом Me-262. Литые секции корпуса компрессора из магниевого сплава.

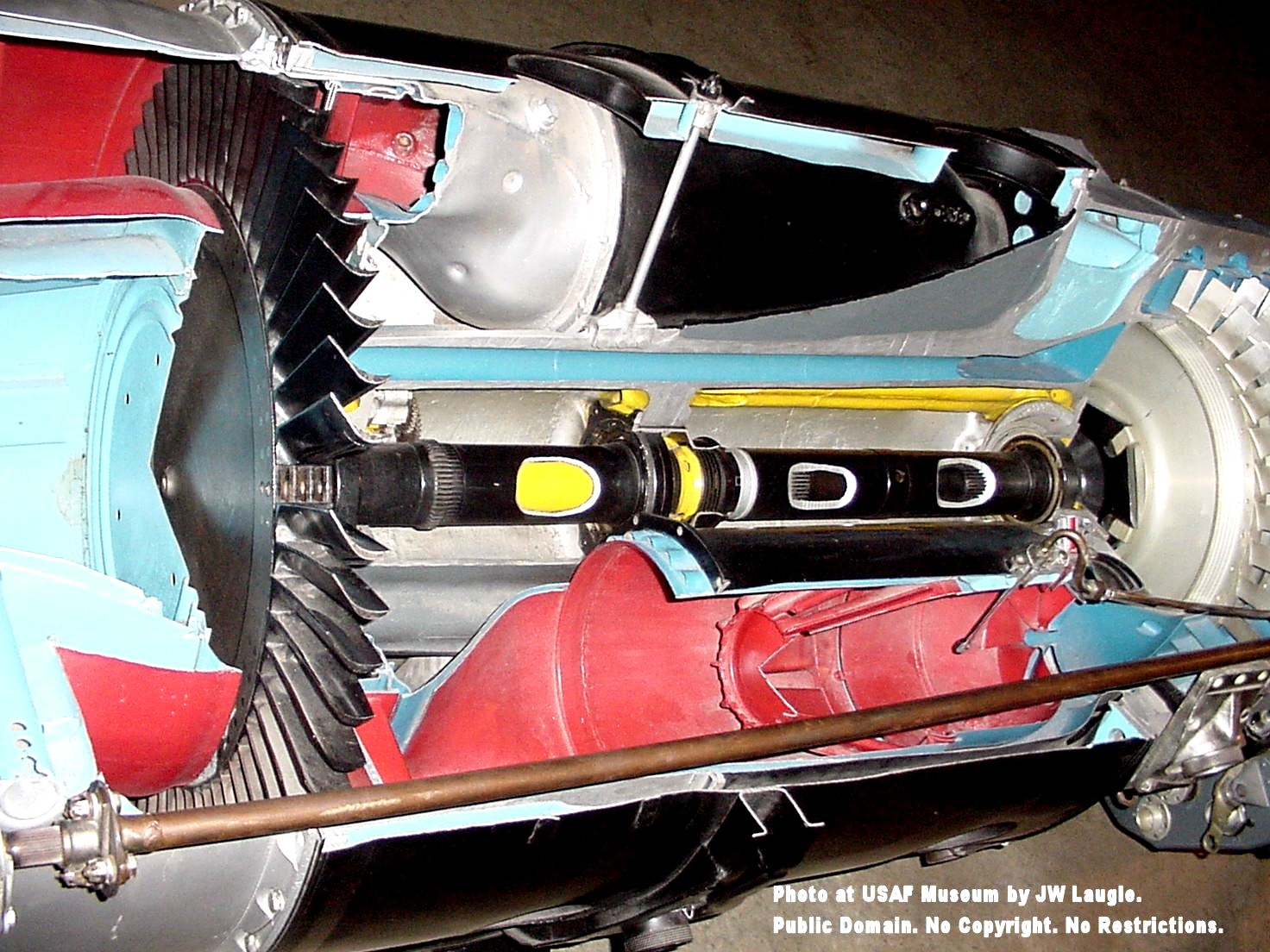
Одноступенчатая турбина, вал, жаровые трубы камеры сгорания (внутри окрашены красным).

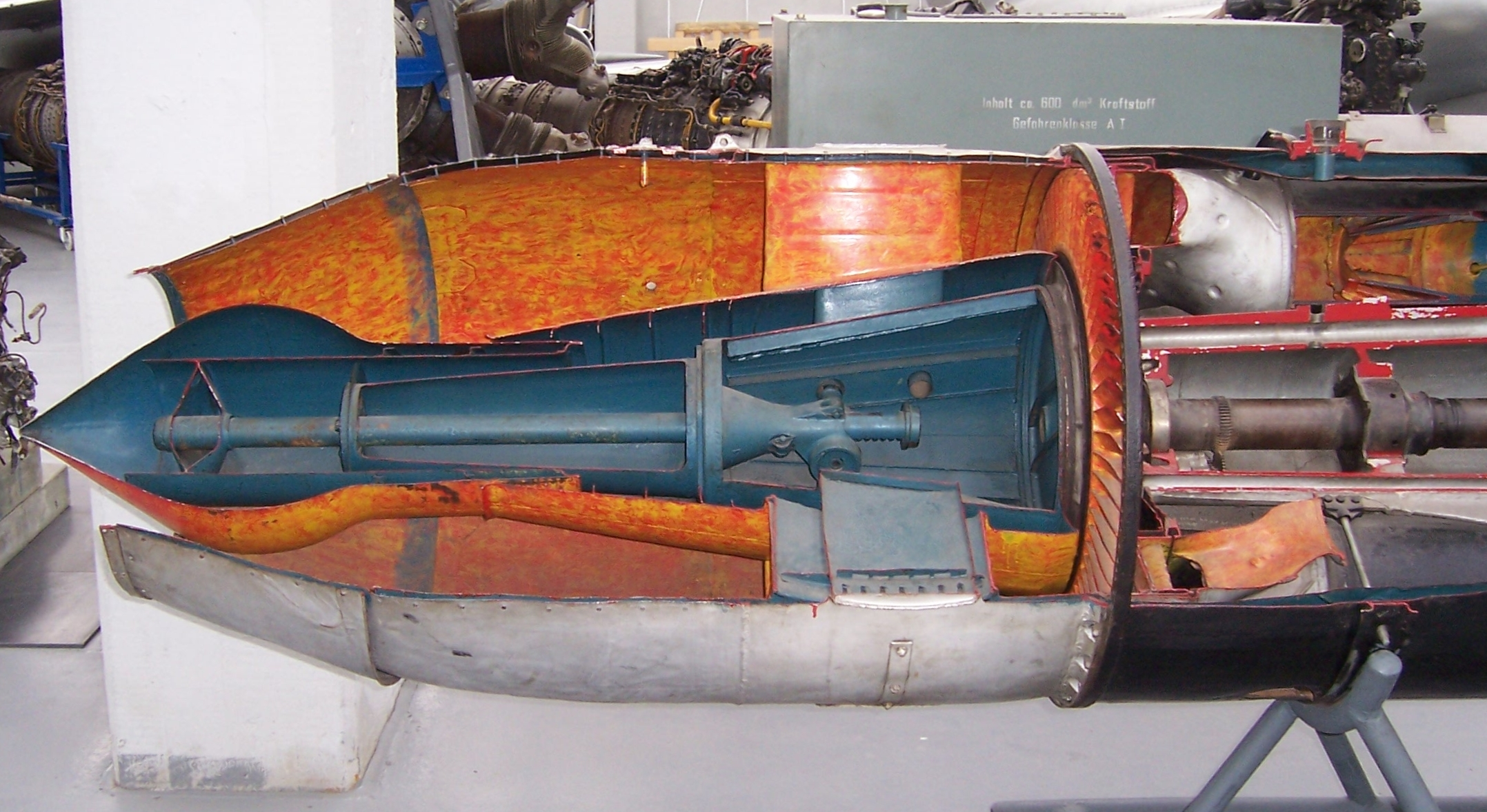
Сопловое устройство Jumo 004 с регулируемым проходным сечением за счёт подвижного конуса-луковицы.

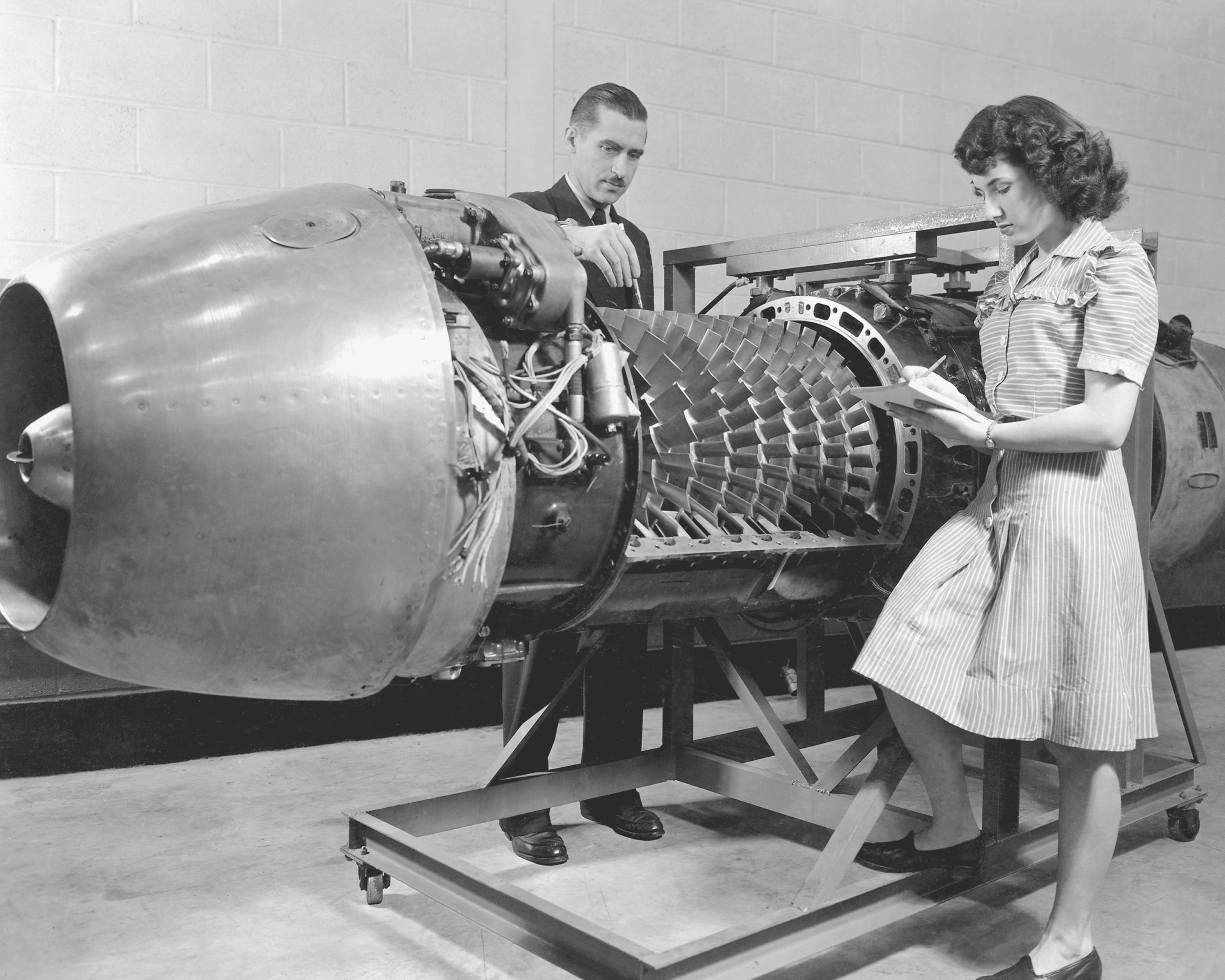
Junkers Jumo 004 на изучении в Aircraft Engine Research Laboratory, США, 1946 год. Снят кожух компрессора в виде двух полуцилиндров вместе с закреплёнными на них лопатками статора.

Jumo-004A −840; Jumo-004В −900; Jumo-004D — 1050; Jumo-004Е −1200; Jumo-004F −1200; Jumo-004G −1693; Jumo-004H −1805;
- Расход воздуха на взлётном режиме, кг/c

Jumo-004 −23,0; Jumo-004В −21,2; Jumo-004F -
- Удельный расход топлива, кг/кгс х ч

Jumo-004 −1,48 ; Jumo-004В −1,4 ; Jumo-004F −0,55
- Частота вращения ротора на взлётном режиме, об/мин

Jumo-004 — ; Jumo-004В −8700 ; Jumo-004F −9000; Jumo-004H −6700
- Температура газов на входе в турбину, градусов Цельсия

Jumo-004 — ; Jumo-004В −775 ; Jumo-004E — 870; Jumo-004H -
- Материал рабочих лопаток турбины

Jumo-004 — Тинидур (монолитные); Jumo-004В2 − Тинидур (полые); Jumo-004В4 − Cromadur (полые)
- Длина, м

Jumo-004 −3,96; Jumo-004В −3,86; Jumo-004F −3,8; Jumo-004H −3,95
- Диаметр, м

Jumo-004 −0,81; Jumo-004В −0,76; Jumo-004F −0,76; Jumo-004H −0,87
- Вес, кг

Jumo-004 −720; Jumo-004В −745; Jumo-004F — ; Jumo-004H −1130
- Число ступеней компрессора

Jumo-004 −8; Jumo-004В −8; Jumo-004F −8; Jumo-004H −11
- Число ступеней турбины

Jumo-004 −1; Jumo-004В −1; Jumo-004F −1; Jumo-004H −2
- Степень повышения давления

Jumo-004 −3,0; Jumo-004В −3,14; Jumo-004F -
- Компрессор осевой

- Турбина осевая

- Камер сгорания 6 шт. (Jumo-004H 8 шт. камер сгорания)

- Регулирование тяги осуществлялось изменением подачи горючего и площади проходного сечения сопла при перемещении в сопле подвижного конуса («цвибеля»-луковицы). Компрессор нерегулируемый.

- Рабочий ресурс к 1944 г, − 25 часов.

При изготовлении камер сгорания и лопаток турбины из материалов с достаточным количеством легирующих элементов рабочий ресурс более 100 часов (изготовление двигателей в СССР)
- Рабочее топливо J-2 (тяжёлый керосин) или К1 (дизельное топливо). Пусковое топливо бензин В-4.

## Данные по двигателю Jumo-004В
- Макс. диаметр двигателя 698 мм.
- Компрессор осевой.
  - Диски ротора компрессора (8 ступеней) — из алюминиевого сплава
  - Лопатки статора компрессора (9 ступеней) — 3 первые ступени из алюминиевого сплава; 6 остальных из тонколистовой стали.
- Турбина (одноступенчатая) осевая.
  - Диск турбины диаметром 476 мм. Материал хромистая сталь (магнитная): 3,0 Cr-0,72 V-0,45 Mn-0,45 Mo-0,4 W-0,3 Si-0,2 C
  - Рабочие лопатки длиной 110 мм (61 шт.) — лопатка DVL полая DVL-Hohlschaufel, охлаждаемая с открытым торцом, без крутки, конструкции Шмидта F.A. Schmidt. Крепление к диску при помощи профильного хвостовика, фиксация заклёпками. Ресурс лопатки 50 час.
  - Сопловые лопатки (35 шт. немагнитные) — охлаждаемые из жаропрочной Cr-Mn стали, толщина стенки 1,15 мм

Двигатель серийной модификации Jumo-004В по массе был на 100 кг меньше Jumo-004A и в 1943 году прошёл несколько 100-часовых ресурсных испытаний. Межремонтный ресурс двигателя достиг 50 час.
Несмотря на уникальную систему охлаждения новой турбины с полыми лопатками двигателя Jumo-004В, не содержащего «дефицитных материалов», длительное сопротивление механическим и тепловым нагрузкам понизилось и часто создавало проблемы с обрывом направляющих или рабочих лопаток. В то время как предсерийная модель Jumo-004A без затруднений выдерживала 100-часовые испытания при полной нагрузке, для серийной модификации Jumo-004B межремонтный ресурс (до полной переборки двигателя) сократился до 25 час. На практике поломки двигателей 004B часто происходили ещё до отработки этого времени. Срок службы двигателей при этом в немалой степени зависел от опыта пилота. Так слишком быстрый перевод рукоятки управления двигателем (РУД) часто приводил к перегреву и повреждению турбины.
Согласно британским данным, полученным при детальном изучении германских разработок ГТД в ходе миссии Феддена, время между переборками двигателей (немецк. Grundüberholung) составляло от 30 до 50 час. Переборка двигателя включала замену лопаток турбины (на которые приходились наибольшие количество разрушений), балансировку роторов, а также проверку, и при необходимости замену, двухтактного стартера Риделя и устройства управления двигателем. Регламентные работы на камерах сгорания проводились через 20 час. работы, а их замена через 200 час.

## История
Программа по созданию турбореактивного двигателя на фирме Junkers Motorenbau по инициативе Министерства авиации RLM была начата в 1939 году.
В итоге доведение двигателя Jumo-004 от эскизного проекта до его производства заняло всего четыре года, что на заре реактивной эры являлось несомненным достижение А. Франца.
Первые двигатели под индексом Jumo-004A прошли испытания на стенде в марте 1942 года. Всего было построено около 30 двигателей первой модификации.
До конца войны было произведено около 6500 шт. различных модификаций двигателей Jumo-004.
- 1942 г. — 30 шт.
- 1943 г. — 41 шт.
- 1944 г. — 1201 шт.
- 1945 г. — 5182 шт.

По данным немецких источников, с февраля 1944 по март 1945 года было изготовлено 6010 двигателей серийных модификаций 004B-1 и 004B-2, из которых 4752 двигателя поставлены ВВС .

### Прототип советского реактивного моторостроения
После окончания Второй мировой войны большое количество неиспользованных двигателей Jumo-004 попало в руки союзников.
Заключение специалистов Ф. Уиттла из Великобритании гласило, что: «Этот двигатель не представляет ценности с точки зрения дальнейшего развития газотурбинных двигателей». Такого же мнения придерживались специалисты из США, уже знакомые с английскими двигателями Уиттла. Такое мнение англо-американских специалистов было отчасти неверным.
Jumo-004 с самого начала проектировался как простой двигатель, серийное производство которого можно было освоить в условиях недостатка материалов и инструмента, квалифицированных рабочих, то есть в военных условиях и в кратчайшие сроки.
На первых серийных модификациях двигателя Jumo-004В1 устанавливались монолитные рабочие и сопловые лопатки из жаропрочной стали Тинидур, содержащей 30 % никеля. В модификации Jumo-004В2 мотор уже имел полые, охлаждаемые воздухом лопатки турбины из стали Тинидур, которые на последующих модификациях были заменены менее дефицитной сталью Cromadur, что позволило практически полностью отказаться от использования дефицитного для Третьего рейха никеля, расход же хрома сократился до 2,2 кг на один мотор. Здесь Cromadur-марка жаропрочной стали фирмы Крупп состава: 17—19 % Mn; 11—14 % Cr; 0,7-0,8 % Mo; 0,6—0,7 % Si. Сталь Cromadur устойчива к ползучести при температурах 600—630 градусов Цельсия. При выполнении лопаток из стали Cromadur полыми с охлаждением воздухом они выдерживали рабочую температуру 770 градусов.
У непрофессионалов считается, что Jumo-004 отличался плохим управлением, но мнение отца отечественного автоматического управления космических кораблей Б. Е. Чертока не совпадает с этим мнением. Б. Е. Черток считал, что для того времени управление двигателем осуществлялось на высоком уровне. Такого же мнения придерживались составители первых описаний систем управления двигателем инженеры И. Ф. Козлов и С. П. Кувшинников: «…Действительно, это оказалась сложная, многофункциональная система, которая обеспечивала дозировку топлива на разных режимах работы двигателя в полёте. Она отличалась оригинальными решениями, которые учли при разработке отечественных двигателей». (Стоит отметить, что первые модели Jumo-004, не оснащённые автоматизированной РУД (рукоятью управления двигателем), были склонны к возгоранию. Инерционность ротора ВРД приводила к тому, что при резкой подаче РУД вперёд — например во время боя — камера сгорания двигателя заливалась топливом, что приводило к возгоранию РД. Именно это потребовало введение автоматической системы подачи топлива.)
Немцы были прекрасно осведомлены о недостатках в управлении двигателем, возможностях его помпажа при некоторых условиях и тому подобных недоделках, не влияющих на его характеристики при правильном управлении и совершении рекомендованных манёвров летательного средства, на которое установлен двигатель. Двигатель работал, развивал необходимую тягу, управлялся достаточно хорошо для первого серийного ТРД. И в том, что истребители Ме 262 не смогли переломить ход войны, вины конструкторов двигателя Jumo-004 не было.
Иного мнения придерживались в СССР.
Серийный немецкий двигатель, произвёл неизгладимое впечатление на советских авиационных специалистов. Пример воспоминания Е. Г. Адлера (заместитель А. С. Яковлева). «В ЦИАМЕ нас встретил инженер по испытаниям ТРД Jumo-004, представившийся Локштовским. Он привёл нас к стенду, где стояла какая-то толстая фигурная труба. Общая длина на глаз показалась около трёх метров. Над стендом висела схема мотора. Странный двигатель вскоре был запущен. Когда рёв двигателя смолк, Локштовский толково объяснил его устройство, изложив характеристики. Я был потрясён…
При весе менее 800 кг Jumo-004 развивал тягу 900 кгс, что соответствовало примерно 2500 л. с. …»
В результате в городок Управленческий под г. Куйбышевым (сегодня г. Самара) на завод № 2 МАП (Министерства Авиационной промышленности СССР) (сегодня ОАО «Моторостроитель»), были практически полностью вывезены заводы фирмы Юнкерс из городов Дессау и Бернбург вместе с 1000 немецких и австрийских авиационных специалистов. Под руководством Николая Дмитриевича Кузнецова немецкие специалисты организовали зимой 1946—1947 годов выпуск советской копии Jumo-004 под названием РД-10. На заводе № 16 в г. Казани производились ТРД фирмы «БМВ» BMW-003 под названием РД-20 и BMW-003С под названием РД-21.
Кроме того, на вывезенном из Германии оборудования других немецких авиационных заводов были организованы три новых завода реактивных двигателей № 36 в г. Рыбинске (ныне НПО «Сатурн»), № 478 в Запорожье (ныне ОАО «Мотор Сич»), № 466 в Ленинграде.
Немецкие специалисты, вывезенные в СССР, продолжили работы и над множеством других немецких поршневых бензиновых, дизельных и турбореактивных двигателей, не доведённых до серийного производства в Германии.
Специалисты группы главного конструктора ОКБ-1 доктора Альфреда Шайбе (бывшего главного конструктора воздушно-реактивных двигателей фирмы «Юнкерс», работавшего на фирме ещё с 1928 года и имевшего несколько ключевых патентов на двигатели) доводили перспективные ТРД «Юнкерса».
Специалисты группы главного конструктора ОКБ-2 доктора Престеля доводили перспективные ТРД «БМВ».
Группа доктора Шайбе при Н. Д. Кузнецове спроектировала и построила мощный турбовинтовой двигатель (ТВД) Jumo-022 названный НК-2М. Продолжив работы над Jumo-022 его форсировали, сдвоили и присвоив название 2ТВ-2Ф и установили на Ту-95. После катастрофы с Ту-95, было решено сделать новый мотор. Двигатель ТРД НК-12 был последней работой немецких специалистов в СССР. В конце 1953 году немцев отпустили в Восточную Германию.
Двигатели Jumo-004 (РД-10) устанавливались на истребителях Як-15; Як-17; Як-19; Су-9.
Двигатели BMW-003С (РД-21) устанавливались на истребителе МиГ-9.
Двигатели Jumo-022 (НК-2М) устанавливались на АН-8; Ту-91.
Двигатели группы Шайбе (НК-12) устанавливались на Ту-95 и служат до сих пор.

## Применение
Германия
- Arado Ar 234
- Blohm & Voss P.188 (проект)
- Focke-Wulf Ta 183 Huckebein (планировался к установке на ранние прототипы)
- Gotha Go 229 / Horten Ho.IX
- Heinkel He 280
- Heinkel He 162A-8 Volksjäger
- Henschel Hs 132
- Junkers Ju 287 (первый и второй прототипы; планировался к установке на четвёртый прототип, а также на серийные Ju 287 A-2 и B-1)
- Messerschmitt Bf 110: летающая лаборатория
- Messerschmitt Me 262

 Чехословакия
- Avia S-92: (Avia M-04) Me 262 A-1a (истребитель) послевоенной чехословацкой постройки
- Avia CS-92: (Avia M-04) Me 262 B-1a (двухместный учебный истребитель) послевоенной чехословацкой постройки

 СССР
- EF-131: оснащался советской копией Jumo 004, РД-10
- Ла-150
- Су-9 (1946)
- Як-15

 Франция
- Arsenal VG 70-01
- SNCASO 6000 J-01 Triton